# Robert Taylor (athlétisme)
Pour les articles homonymes, voir Taylor et Robert Taylor (homonymie).
Robert Taylor, né le 14 septembre 1948 et décédé le 3 novembre 2007, était un athlète américain spécialiste du 100 mètres qui a été sacré champion olympique en 1972.

## Biographie
Né à Tyler au Texas, Taylor a remporté le championnat AAU sur 100 m en 1972. Aux Jeux olympiques d'été de 1972, il remportait la médaille d'argent sur 100 m derrière le Soviétique Valeri Borzov mais devant le Jamaïcain Lennox Miller. À ces mêmes Jeux, il devenait champion olympique en relais 4 × 100 m en tant que deuxième relayeur dans une équipe qui comprenait également Larry Black, Gerald Tinker et Edward Hart. Les Américains, égalant le record du monde, devançaient les équipes soviétique et ouest-allemande.
Le 13 novembre 2007, il meurt à Houston après avoir été amené à l'hôpital pour des troubles de la conduction cardiaque.

## Palmarès

### Jeux olympiques
- Jeux olympiques d'été de 1972 à Munich ( Allemagne de l'Ouest)
  -  Médaille d'argent sur 100 m
  -  Médaille d'or en relais 4 × 100 m

## Records
| Épreuve            | Performance | Lieu   | Date             |
| ------------------ | ----------- | ------ | ---------------- |
| 100 m (manuel)     | 10 s 0      | Eugene | 1er juillet 1972 |
| 100 m (électrique) | 10 s 16     | Munich | 31 août 1972     |

## Sources
- (de) Cet article est partiellement ou en totalité issu de l’article de Wikipédia en allemand intitulé « Robert Taylor (Leichtathlet) » (voir la liste des auteurs).